# East West Records
East West Records (стилізований під eastwest) — лейбл звукозапису, заснований у 1955 році, який розповсюджується та належить Warner Music Group зі штаб-квартирою в Лондоні, Англія.

## Історія
Після свого створення в 1955 році лейблом Atlantic Records, лейбл мав один хіт із "Week End" Kingsmen і перейшов у сплячку до 1990 року, коли Atlantic перейменував імпринт у EastWest Records America. В Америці старший віце-президент Atlantic Сільвія Роун була призначена головою/виконавчим директором молодого лейблу. Під керівництвом Рона EastWest Records America досягла мега успіху з кількома мультиплатиновими групами, такими як En Vogue, Pantera, Yo-Yo, Адіна Говард, Das EFX, Snow, Gerald Levert, AC/DC, The Rembrandts, Dream Theater, Міссі Елліотт та MC Lyte.